# جایزه پلنگ برفی
جایزۀ پلنگ برفی یک جایزهٔ کوهنوردی در منطقهٔ شوروی پیشین است که به کوهنوردان بسیار با تجربه اعطا می‌شود. برای دریافت این جایزه یک کوهنورد باید می‌توانست بر فراز تمام کوه‌های ۷٬۰۰۰ متری منطقهٔ شوروی پیشین بایستد.
سه قله از قله‌های پلنگ برفی در منطقهٔ پامیر کشور تاجیکستان واقع شده‌است. قلهٔ اسماعیل سامانی (کمونیزم) ۷٬۴۹۵ متر، قلهٔ کورژنوسکایا (آزادی) ۷٬۱۰۵ متر، قلهٔ ابن سینا (لنین) ۷٬۱۳۴ متر بر روی مرز قرقیزستان و تاجیکستان واقع شده‌اند. دو قلهٔ دیگر در منطقهٔ تیان‌شان قرار دارد. قلهٔ جنگش چاقوسو (پوبدا) ۷٬۴۳۹ متر در قرقیزستان-چین و قلهٔ خان تنگری ۷٬۰۱۰ متر در قرقیزستان-قزاقستان قله‌های دیگر پلنگ برفی هستند.
ارتفاع زمینی قلۀ خان تنگری ۶٬۹۹۵ متر است اما حجم یخ و برف کلاه برفی روی قله ارتفاع را به ۷٬۰۱۰ متر رسانده‌است. به همین دلیل این قله نیز جزو هفت هزار متری‌ها برشمرده می‌شود.
براساس سختی قلهٔ پوبدا سخت‌ترین و خطرناک‌ترین قله است. رتبه‌های بعدی سختی به خان تنگری، اسماعیل سامانی، کورژنوسکایا و ابن سینا تعلق می‌گیرد.
بیش از ۶۵۰ کوهنورد که شامل ۳۱ زن می‌شود این نشان را از سال ۱۹۶۱م تا ۲۰۱۶م دریافت کرده‌اند.

## رکوردها
- بوریس کورشنف (روسیه) - ۹ بار دریافت جایزه (۱۹۸۱–۲۰۰۴).
- بوریس کورشنف (روسیه) - دریافت جایزه در ۶۹ سالگی.
- آندره برگل (لهستان) - پنج صعود ظرف مدت ۲۹ روز و ۱۷ ساعت و پنج دقیقه.

## قله‌ها

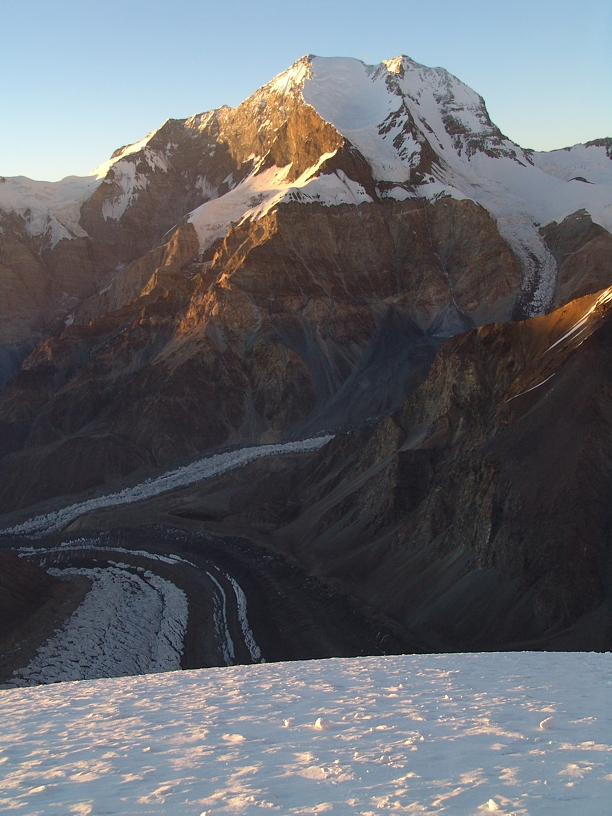
قلۀ کورژوسکایا

فهرست قله‌های پلنگ برفی:
| قله            | ارتفاع (متر) | نام دیگر | موقعیت                    |
| -------------- | ------------ | -------- | ------------------------- |
| اسماعیل سامانی | ۷٬۴۹۵        | کمونیزم  | مرز قرقیزستان و تاجیکستان |
| جنگش چاقوسو    | ۷٬۴۳۹        | پوبدا    | مرز قرقیزستان و چین       |
| ابن سینا       | ۷٬۱۳۴        | لنین     | مرز قرقیزستان و تاجیکستان |
| کورژنوسکایا    | ۷٬۱۰۵        |          | مرز قرقیزستان و تاجیکستان |
| خان تنگری      | ۷٬۰۱۰        |          | قرقیزستان و چین           |

## ایرانی‌های دریافت‌کنندۀ جایزه
ایرانی‌هایی که تاکنون توانسته‌اند این نشان را دریافت کنند در زیر نامشان آمده‌است:
- مهدی اعتمادی‌فر (اولین ایرانی).[۴][۵]
- مهدی عمیدی.[۴][۵]
- جواد نوروزی.[۶][۴]
- مجید نعمت الهی.[۶][۴]

- مرتضی غلام‌پور.[۶][۴]
- مهدی قلی‌پور.[۷]
- ابوالفضل گوزلی.[۵]
- سعید میرزایی.[۵]
- بایزید نیک‌بخت.[۵]